# Пупезени (Галац)
Пупезени (рум. Pupezeni) насеље је у Румунији у округу Галац у општини Балашешти. Oпштина се налази на надморској висини од 127 m.

## Становништво
Према подацима из 2002. године у насељу је живело 273 становника, од којих су сви румунске националности.